# Matt Hazard: Blood Bath and Beyond
Matt Hazard: Blood Bath and Beyond (en castellano Matt Hazard: Baño de sangre y más allá) es un videojuego descargable programado por Vicious Cycle Software para Xbox Live Arcade y PlayStation Network. Es la continuación de Eat Lead: The Return of Matt Hazard.

## Sinopsis
Matt Hazard, el protagonista del juego anterior, viaja en el tiempo y vuelve a sus juegos anteriores para evitar que la malvada empresa Marathon Megacorp acabe con su existencia. 

## Sistema de juego
A diferencia de su predecesor, que era un videojuego de disparos en tercera persona en 3D, Blood Bath and Beyond es de desarrollo horizontal en 2D con la intención de evocar la sensación de ser un juego retro, aunque el juego hace uso de gráficos en 3D. También, a diferencia el primero, este capítulo incorpora un modo para dos jugadores cooperativo local.
El jugador tiene la capacidad de utilizar armas mejoradas con munición limitada. Los jugadores también son capaces de utilizar los botones superiores para acceder al modo "Precisión". Todos los niveles contienen cajas que permiten al jugador recoger reforzadores. El juego también contiene un modo cooperativo para dos jugadores, en el que el segundo jugador controla a su socio Dexter Dare. Las armas disponibles para el jugador incluyen lanzallamas, escopetas, granadas, rifles de plasma y cañones de hielo. El jugador también es capaz de desviar los misiles lanzados por los enemigos, disparando contra ellos. El juego muestra bastante más violencia gráfica que su predecesor.

## Parodias
Aunque el modo de juego sea diferente, en Blood Bath and Beyond vuelven a aparecer numerosas parodias y alusiones hacia otros videojuegos, personajes, películas y celebridades de la cultura popular, entre ellos Shadow Complex, Super Mario Bros., Contra: Shattered Soldier, Okami, Mirror's Edge, Bioshock, Ninja Gaiden, El equipo A, Back to the Future, Pokémon, Portal, Metal Gear Solid, entre otros muchos más.